# 7215 Gerhard
7215 Gerhard eller 1977 FS är en asteroid i huvudbältet som upptäcktes den 16 mars 1977 av den tyske astronomen Hans-Emil Schuster vid La Silla-observatoriet. Den är uppkallad efter Gerhard Bachmann.
Asteroiden har en diameter på ungefär 24 kilometer.